# Liste der Parlamentsabgeordneten von Malta (1939–1945)
Diese Liste gibt einen Überblick über die Mitglieder des Repräsentantenhauses von Malta in der Wahlperiode von 1939 bis 1945.
| Name                 | Fraktion | Wahlkreis | Bemerkungen                                |
| -------------------- | -------- | --------- | ------------------------------------------ |
| Albert V. Bartoli    | CON      | 2         |                                            |
| Paul Boffa           | CdL      | 1         | zurückgetreten; Nachrücker Mamo, Carmelo   |
| Giorgio Borg Olivier | PN       | 1         |                                            |
| George Borg          | CON      | 1         | zurückgetreten; Nachrücker Formosa, John   |
| Ugo Mifsud           | PN       | 1         | verstorben; Nachrücker Schembri, Giuseppe  |
| Enrico Mizzi         | PN       | 2         |                                            |
| Anthony P. Montano   | CON      | 2         |                                            |
| Henry Sacco          | CON      | 2         |                                            |
| Gerald Strickland    | CON      | 1         | verstorben; Nachrücker Valenzia, Ercole J. |
| Roger Strickland     | CON      | 2         |                                            |

Quelle: Maltadata

## Einzelnachweis
1. ↑  Members of Parliament, 1921–2008. In: maltadata.com. Archiviert vom Original (nicht mehr online verfügbar) am 3. Januar 2014; abgerufen am 21. Juli 2019 (englisch).